# Concha García Campoy
Concepción «Concha» García Campoy (Tarrasa, Barcelona, 28 de octubre de 1958-Valencia, 10 de julio de 2013) fue una periodista y presentadora de radio y televisión española. Comenzó su trayectoria profesional en 1979, a la edad de 21 años, en un programa radiofónico de la Cadena Cope en Ibiza. En 1984 se incorporó a Radiotelevisión Española, donde inició su formación en los servicios informativos del canal.
Cuando terminó su etapa en TVE, pasó por diferentes medios donde alternó su actividad en la radio con algunos trabajos para televisión y prensa. Desde septiembre de 2006 fue miembro de la junta directiva y portavoz de la Academia de las Ciencias y las Artes de la Televisión, así como hasta enero de 2012 dirigió y presentó en Telecinco la edición matinal de sus informativos. Con varios premios y reconocimientos a su carrera periodística, en el año 2012 anunció su retirada temporal de la televisión para dedicar tiempo a combatir la leucemia, sin embargo falleció el 10 de julio de 2013 tras no conseguir curarse de la enfermedad.

## Biografía
Nació el 28 de octubre de 1958 en Tarrasa, aunque a una edad temprana se trasladó con su familia, de origen andaluz, a Ibiza. Allí cursó bachillerato y a su regreso a Barcelona, se matriculó en la Universidad Autónoma de Bellaterra para estudiar la carrera de periodismo. Paralelamente, se inició en otros cursos que no llegó a finalizar: ciencias económicas y filología hispánica. Tras obtener cuatro años después su licenciatura en Ciencias de la Información, en 1984 ingresó al ente público. En el ámbito familiar tenía dos hermanos, Asunción y Francisco, y estuvo casada en dos ocasiones, primero con el abogado ibicenco Jaime Roig y luego con el sociólogo manchego Lorenzo Díaz, con quien tuvo dos hijos, Lorenzo (1993) y Berta (1998). Tras separarse de este último, en octubre de 2000 rehízo su vida sentimental con el productor de cine Andrés Vicente Gómez.
Al margen de sus labores periodísticas, en 1995 colaboró con la campaña de Amnistía Internacional sobre la violación de los derechos de la mujer en la región de Bosnia y también trabajó para la ONG Mensajeros de la Paz donde impulsó su defensa de las causas sociales, la igualdad de oportunidades y los derechos humanos de las personas.
A principios de enero de 2012 anunció a través de su cuenta de Twitter que dejaba la televisión temporalmente debido a que se le había diagnosticado leucemia —un tipo de cáncer que afecta al tejido que produce las células de la sangre— durante sus vacaciones de Navidad. Por esas fechas, la comunicadora fue hospitalizada debido a esta enfermedad, que le impedía presentar el informativo matinal durante los próximos meses. Desde entonces, comenzó su tratamiento de quimioterapia. Tras superar el tercer ciclo de medicación, en junio de 2012, recibió un autotrasplante de médula ósea. Aunque inicialmente superó la enfermedad, la periodista recayó en enero de 2013, y fue hospitalizada para intensificar el tratamiento. Más tarde, a mediados de marzo del mismo año volvió a ingresar en el Hospital Universitario y Politécnico de La Fe de Valencia para someterse a una segunda intervención que consistía en un trasplante de sangre de cordón umbilical. Desde que recibió el alta un mes después de la operación, acudía periódicamente al centro médico para tener un seguimiento de su enfermedad.
Finalmente, diecinueve meses después de que se le diagnosticara una variedad de leucemia, falleció a la edad de 54 años en el Hospital La Fe, de Valencia, tras ingresar dos días antes en el centro clínico por un agravamiento de su enfermedad. El principal motivo de su muerte fue una insuficiencia hepática aguda causada por el efecto de los medicamentos en el hígado, lo que provocó que presentara una situación de coma irreversible. Su funeral tuvo lugar el 12 de julio en la localidad madrileña de Tres Cantos, Madrid. A él acudieron compañeros de profesión y personalidades políticas como Tomás Gómez y Alfredo Pérez Rubalcaba, entre otros. Su cuerpo fue incinerado y las cenizas entregadas a su familia.

## Carrera profesional

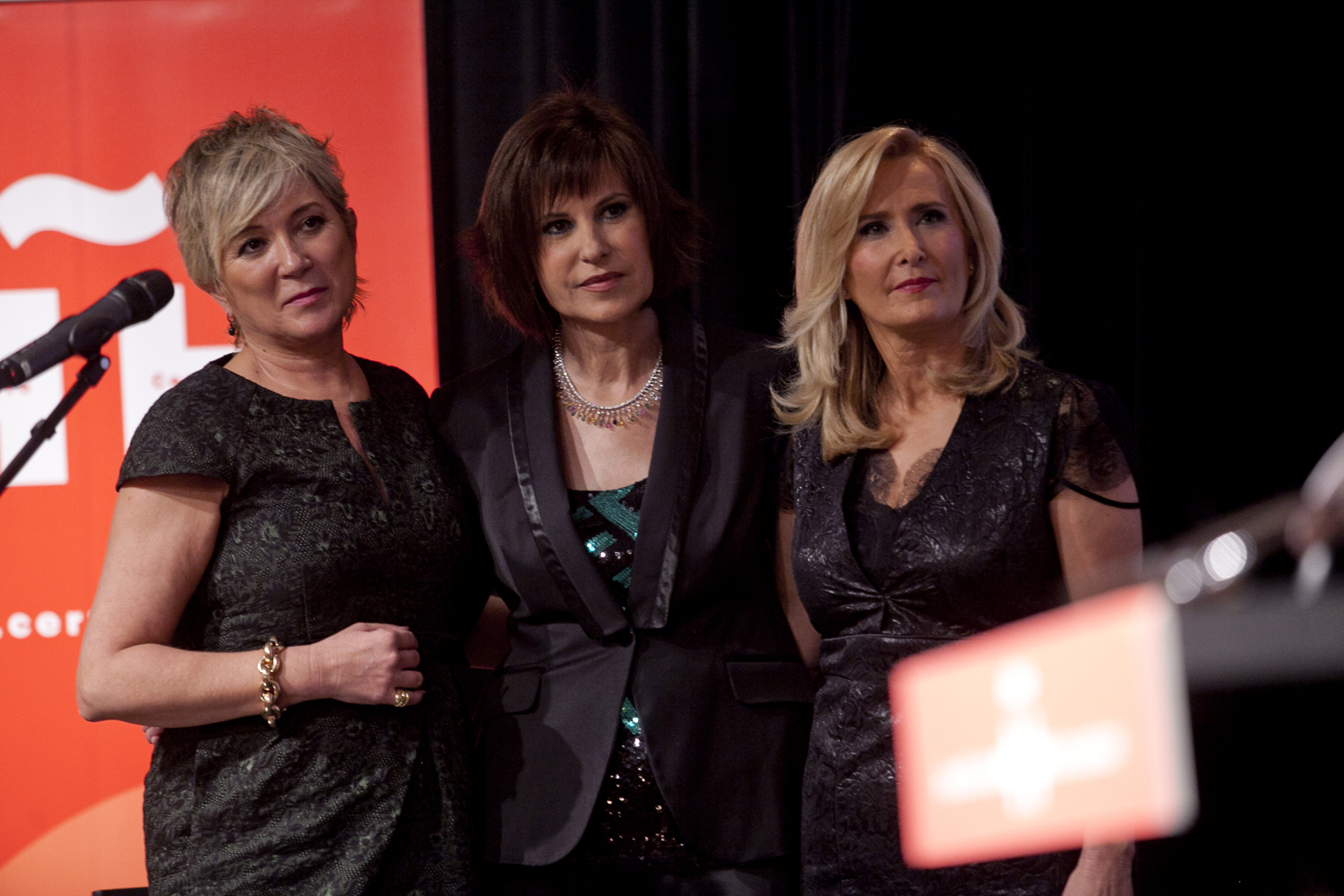
Las periodistas Inés Ballester, Concha García Campoy y Nieves Herrero, en los Premios Talento 2012.

Comenzó su trayectoria profesional en 1979, con 21 años, en los servicios informativos de Radio Popular de Ibiza, donde dirigió el programa radiofónico de entrevistas y reportajes Antena pública. Al cabo de un año compaginó esta función con la de redactora del diario regional Última hora, hasta que en 1983 aprobó las oposiciones de RTVE como la «número uno» de su promoción y se incorporó de inmediato a la redacción de los servicios informativos de la cadena en las Islas Baleares. Allí permaneció durante seis meses debido a que la dirección de informativos en Madrid la reclamaba para presentar la edición del Telediario. El 7 de enero de 1985 debutó con su primer noticiario de sobremesa en La 1 de Televisión Española, que le permitió alcanzar la fama junto a Manuel Campo Vidal, su compañero de plató. Durante más de dos años presentó el Telediario del mediodía y, poco más tarde, hizo lo propio con el informativo de la noche. En el verano de 1986, mientras presentaba las noticias, compaginó su trabajo televisivo con la dirección de Las mañanas de Radio 1, en Radio Nacional de España (RNE).  Asimismo, durante ese periodo colaboró en diversas publicaciones de la prensa escrita como Panorama o Vogue y en la sección de cultura del diario El Independiente.
En 1987, García Campoy abandonó la televisión tras fichar por la Cadena SER y, a principios del año 1988, comenzó a dirigir el programa A vivir que son dos días. Rápidamente convirtió el espacio en el más escuchado del fin de semana y llegó a contar con hasta un millón de oyentes, por lo que fue galardonada con el Premio Ondas, la Antena de Oro y el Micrófono de Oro, todos ellos en 1989. Al mismo tiempo colaboró en el dominical de El País, y en el suplemento de cultura Babelia. En 1991, durante esta época, regresó a Televisión Española para dirigir el programa Mira 2. Después de una baja por maternidad en 1992, la periodista retornó a la Cadena SER y tiempo más tarde, fichó por Antena 3 Radio para ponerse al frente del matinal Días de radio. De ahí se fue a Onda Cero, en la que se ocupó en 1994 de Noches de radio, y dos años más tarde pasó a La Brújula para sustituir a Ernesto Sáenz de Buruaga, donde permaneció hasta 1999. Posteriormente compaginó el espacio de radio de fin de semana Las cosas que nunca te dije con su trabajo en otros medios; comentarista en Las noticias de Tele 5 y colaboraciones semanales en el programa cultural de TVE Señas de identidad y La Revista de El Mundo. También publicó el que fuera su segundo libro La doble mirada (1996), con imágenes de la fotógrafa Ouka Leele. Asimismo se encargó de dirigir y presentar el magacín de radio Hoy es domingo (1999-2004) en Onda Cero y el programa contenedor La gran ilusión en Telecinco, dedicado al cine español. De nuevo en las ondas, entre septiembre de 2004 y junio de 2006, se encargó de la dirección y presentación del programa vespertino Campoy en su Punto en la emisora Punto Radio.
En agosto de 2006 se unió al canal de televisión Cuatro, en el que desde el 4 de octubre del mismo año hasta el 24 de diciembre de 2010 se hizo cargo de la conducción del magacín diario Las mañanas de Cuatro. Tras la fusión de Gestevisión Telecinco y Sogecuatro en 2010, la periodista cedió el testigo a Marta Fernández en el programa y pasó a presentar la edición matinal de Informativos Telecinco desde el 8 de enero de 2011. Un año después, el 10 de enero de 2012, anunció su retirada temporalmente de la televisión debido a que padecía leucemia.

### Radio y televisión
| Título                   | Cadena         | Fechas de emisión | Género      |
| ------------------------ | -------------- | ----------------- | ----------- |
| A vivir que son dos días | Cadena SER     | 1988 - 1993       | Radiofónico |
| Antena pública           | COPE           | 1979              | Radiofónico |
| Brújula, La              | Onda Cero      | 1996 - 1999       | Radiofónico |
| Campoy en su punto       | Punto Radio    | 2004 - 2006       | Radiofónico |
| Días de radio            | Antena 3 Radio | 1993              | Radiofónico |
| Gran ilusión, La         | Telecinco      | 1999 - 2002       | Magacín     |
| Hoy es domingo           | Onda Cero      | 1999 - 2004       | Radiofónico |
| Informativos Telecinco   | Telecinco      | 2011 - 2012       | Informativo |
| Mañanas de Cuatro, Las   | Cuatro         | 2006 - 2010       | Magacín     |
| Mañanas de Radio 1, Las  | RNE            | 1985              | Radiofónico |
| Mira 2                   | TVE-2          | 1991              | Informativo |
| Noches de radio          | Onda Cero      | 1994              | Radiofónico |
| Telediario               | TVE-1          | 1985 - 1987       | Informativo |

### Colaboraciones en ficción
En esta lista se detallan las apariciones de Concha en películas de cine o series de televisión.
| Título                                         | Director               | Año  | Género   |
| ---------------------------------------------- | ---------------------- | ---- | -------- |
| El rey del mambo                               | Carles Mira            | 1989 | Película |
| La mujer de tu vida Episodio: «La mujer feliz» | José Miguel Ganga      | 1990 | Serie    |
| La reina anónima                               | Gonzalo Suárez         | 1992 | Película |
| Los peores años de nuestra vida                | Emilio Martínez Lázaro | 1994 | Película |
| 7 vidas Episodio: «Hot Milk»                   | Ricardo A. Solla       | 2005 | Serie    |
| Sinfín                                         | Carlos Villaverde      | 2005 | Película |
| La chispa de la vida                           | Álex de la Iglesia     | 2011 | Película |

## Premios y reconocimientos
A lo largo de su carrera periodística, García Campoy contó con varios reconocimientos otorgados por el mundo de la comunicación a los profesionales más destacados del ámbito nacional. Alguno de los más relevantes fueron recibir el Premio Ondas, el Micrófono de Oro y varias Antena de Oro.  También, en 2005, recibió el Premio de Reconocimiento a la labor por la erradicación de la violencia doméstica y de género, otorgado por Observatorio Contra la Violencia Doméstica y de Género. Además, desde que falleciese en julio de 2013 y, a título póstumo, hubo diferentes propuestas para homenajear y rememorar el trabajo de la periodista catalana. Primero el Ayuntamiento de Ibiza anunció el reconocimiento de la comunicadora como hija adoptiva de la ciudad, luego la escuela de negocios en la que ella impartía clases lanzó un programa de becas en su nombre, más tarde la Academia de Televisión comunicó la creación del premio de periodismo «Concha García Campoy», después obtuvo del MSSSI la Gran Cruz de la Orden Civil de la Solidaridad Social que la reconoció por su defensa a las causas sociales y los derechos humanos y, finalmente, el Ministerio de Educación, Cultura y Deporte le otorgó el Premio Nacional de Televisión en octubre de 2013.

### Antena de Oro
| Año  | Medio                    | Espacio de difusión                   |
| ---- | ------------------------ | ------------------------------------- |
| 1989 | Nacionales de radio      | A vivir que son dos días (Cadena SER) |
| 1994 | Nacionales de radio      | Noches de radio (Onda Cero)           |
| 2001 | Nacionales de televisión | La gran ilusión (Telecinco)           |

| Año  | Medio               | Espacio de difusión                   |
| ---- | ------------------- | ------------------------------------- |
| 1989 | Nacionales de radio | A vivir que son dos días (Cadena SER) |
| 2003 | Nacionales de radio | Hoy es domingo (Onda Cero)            |

| Año  | Medio               | Espacio de difusión                   |
| ---- | ------------------- | ------------------------------------- |
| 1989 | Nacionales de radio | A vivir que son dos días (Cadena SER) |
| 2001 | Nacionales de radio | Hoy es domingo (Onda Cero)            |

| Año  | Galardón                                        |
| ---- | ----------------------------------------------- |
| 1992 | Premio Atlántica                                |
| 1996 | Premio Importante Diario de Ibiza               |
| 1996 | Premios APEI-PRTV                               |
| 1998 | Premio Anual a la Comunicación de Alcatel       |
| 2005 | Premio «Siurells de plata»                      |
| 2006 | Premio Ramon Llull                              |
| 2009 | Premio Mujer profesional (FEDEPE)               |
| 2012 | Premio Joaquín Soler Serrano                    |
| 2012 | Cruz de la Orden Civil de la Solidaridad Social |
| 2013 | Premio Nacional de Televisión                   |

## Obras publicadas
- García Campoy, Concha (1993).  Ediciones Libertarias, ed. Interiores. p. 225. ISBN 9788476832370.
- García Campoy, Concha; Leele, Ouka (1996).  Espasa Calpe, ed. La Doble Mirada. p. 218. ISBN 9788423978267.
- García Campoy, Concha; Colinas, Antonio (2000).  Editorial Artec, ed. Ibiza, Ciudad Patrimonio de la Humanidad de España. p. 189. ISBN 9788489183223.